# Geldenaken
Geldenaken (Frans: Jodoigne, Waals: Djodogne) is een stad in België. Ze ligt in de provincie Waals-Brabant, tussen Tienen en Perwez, aan de rivier de Grote Gete.
Een aantal gebouwen in Geldenaken hoort bij het beschermd erfgoed van België. De RAVeL 2, een landelijke fietsroute, komt door Geldenaken.

## Geschiedenis
De stad Geldenaken werd voor 1217 door de Brabantse hertog Hendrik I binnen de gelijknamige heerlijkheid gesticht, die hij al sinds 1184 in zijn bezit had. Men neemt aan dat Geldenaken de onbekende stad was die in 1211 een stadsrecht gemodelleerd naar dat van Leuven kreeg. Vervolgens ontwikkelde Geldenaken zich tot regionaal marktstadje.
In 1568 vond de Slag bij Geldenaken plaats tussen Willem van Oranje en de Hertog van Alva. De hertog won en beëindigde hiermee Oranjes eerste invasie.

## Kernen

### Deelgemeenten
| #  | Naam                | Opp. (km²) | Inwoners (2020) | Inwoners per km² | NIS-code |
| -- | ------------------- | ---------- | --------------- | ---------------- | -------- |
| 1  | Geldenaken          | 15,38      | 6.052           | 393              | 25048A   |
| 2  | Opgeldenaken        | 5,41       | 826             | 153              | 25048B   |
| 3  | Jauchelette         | 3,10       | 415             | 134              | 25048C   |
| 4  | Dongelberg          | 4,82       | 597             | 124              | 25048D   |
| 5  | Lathuy              | 6,88       | 767             | 111              | 25048E   |
| 6  | Malen               | 11,59      | 1.374           | 119              | 25048F   |
| 7  | Sint-Remigius-Geest | 5,30       | 564             | 106              | 25048G   |
| 8  | Zittert-Lummen      | 6,23       | 1.158           | 186              | 25048H   |
| 9  | Sint-Jans-Geest     | 7,56       | 957             | 127              | 25048G   |
| 10 | Petrem              | 7,45       | 1.646           | 221              | 25048H   |

### Overige kernen
- In deelgemeente Malen (Frans: Mélin) liggen de gehuchten Sart-Mélin, Maison du Bois en Gobertange. In Gobertange wordt sinds vele eeuwen de beroemde kalkhoudende zandsteen ontgonnen.[3]
- Sint-Maria-Geest in deelgemeente Sint-Jans-Geest (Frans: Saint-Jean-Geest);
- Genville in Sint-Remigius-Geest (Frans: Saint-Remy-Geest);
- Brocui in Lathuy
- Zétrud en Lumay in Zittert-Lummen (Frans: Zétrud-Lumay));
- Molembais-Saint-Josse in Geldenaken (Frans: Jodoigne)
- Piétremeau en Herbais in Petrem (Frans: Piétrain).

## Bezienswaardigheden
- Het Château du Bordia is een bouwwerk in eclectische stijl van 1875, aan de stijloever van de Grote Gete.
- Het Château Pastur, op de plaats waar in 1220 een burcht werd gebouwd die verwoest werd tijdens de godsdiensttwisten in 1568. Omstreeks 1620 werd een nieuw verblijf gebouwd en in 1730 kreeg het zijn huidige uiterlijk.
- Het Château des Cailloux is een neorenaissancekasteel van 1881-1883.
- Het Château Gobert werd in 1792 in Lodewijk XVI-stijl gebouwd.
- Het Château de l'Ardoiserie is gelegen op een voormalig domein. Het huidige kasteel kwam eind 19e eeuw tot stand.
- Het Stadhuis van Jodoigne is een bouwwerk van 1730, uitgevoerd in Gobertangesteen.
- Enkele restanten van de stadsommuring.
- De Sint-Lambertuskerk (Église Saint-Lambert) is een neoclassicistisch kerkgebouw van 1861-1862 met een 18e-eeuwse toren waarvan de onderste geleding in Gobertangesteen is uitgevoerd.
- De Onze-Lieve-Vrouwekerk (Chapelle Notre-Dame du Marché) werd in 1353 gewijd en na een brand van 1632 hersteld. Hij heeft een gedraaide torenspits.
- De Sint-Medarduskerk (Église Saint-Médard) is een romaans-gotisch kerkgebouw dat al in de 12e eeuw bestond en in de 13e eeuw een kapittelkerk werd. In de loop der eeuwen vonden diverse wijzigingen plaats.
- De Grand Moulin is een turbinemolen op de Grote Gete.

## Natuur en landschap
Jodoigne ligt aan de Grote Gete. De hoogte aan het Grand' Place bedraagt 82 meter. 

## Demografische ontwikkeling

### Demografische evolutie voor de fusie
- Bronnen:NIS, Opm:1831 tot en met 1970=volkstellingen, 1976= inwoneraantal op 31 december

### Demografische evolutie van de fusiegemeente
Alle historische gegevens hebben betrekking op de huidige gemeente, inclusief deelgemeenten, zoals ontstaan na de fusie van 1 januari 1977.
- Bronnen:NIS, Opm:1831 tot en met 1981=volkstellingen; 1990 en later= inwonertal op 1 januari

| Inwoners van jaar tot jaar op 1 januari 1992 tot heden | Inwoners van jaar tot jaar op 1 januari 1992 tot heden | Inwoners van jaar tot jaar op 1 januari 1992 tot heden |
| jaar                                                   | Aantal                                                 | Evolutie: 1992=index 100                               |
| ------------------------------------------------------ | ------------------------------------------------------ | ------------------------------------------------------ |
| 1992                                                   | 10.215                                                 | 100,0                                                  |
| 1993                                                   | 10.442                                                 | 102,2                                                  |
| 1994                                                   | 10.746                                                 | 105,2                                                  |
| 1995                                                   | 10.922                                                 | 106,9                                                  |
| 1996                                                   | 11.042                                                 | 108,1                                                  |
| 1997                                                   | 11.114                                                 | 108,8                                                  |
| 1998                                                   | 11.258                                                 | 110,2                                                  |
| 1999                                                   | 11.354                                                 | 111,2                                                  |
| 2000                                                   | 11.483                                                 | 112,4                                                  |
| 2001                                                   | 11.564                                                 | 113,2                                                  |
| 2002                                                   | 11.754                                                 | 115,1                                                  |
| 2003                                                   | 11.814                                                 | 115,7                                                  |
| 2004                                                   | 11.896                                                 | 116,5                                                  |
| 2005                                                   | 12.193                                                 | 119,4                                                  |
| 2006                                                   | 12.440                                                 | 121,8                                                  |
| 2007                                                   | 12.644                                                 | 123,8                                                  |
| 2008                                                   | 12.759                                                 | 124,9                                                  |
| 2009                                                   | 12.943                                                 | 126,7                                                  |
| 2010                                                   | 12.978                                                 | 127,0                                                  |
| 2011                                                   | 13.241                                                 | 129,6                                                  |
| 2012                                                   | 13.428                                                 | 131,5                                                  |
| 2013                                                   | 13.614                                                 | 133,3                                                  |
| 2014                                                   | 13.593                                                 | 133,1                                                  |
| 2015                                                   | 13.728                                                 | 134,4                                                  |
| 2016                                                   | 13.883                                                 | 135,9                                                  |
| 2017                                                   | 14.005                                                 | 137,1                                                  |
| 2018                                                   | 14.079                                                 | 137,8                                                  |
| 2019                                                   | 14.123                                                 | 138,3                                                  |
| 2020                                                   | 14.357                                                 | 140,5                                                  |
| 2021                                                   | 14.309                                                 | 140,1                                                  |
| 2022                                                   | 14.558                                                 | 142,5                                                  |
| 2023                                                   | 14.789                                                 | 144,8                                                  |
| 2024                                                   | 14.899                                                 | 145,9                                                  |
| 2025                                                   | 14.935                                                 | 146,2                                                  |

## Politiek

### Resultaten gemeenteraadsverkiezingen sinds 1976
| Partij               | Partij                                       | 10-10-1976 | 10-10-1976 | 10-10-1982 | 10-10-1982 | 9-10-1988 | 9-10-1988 | 9-10-1994 | 9-10-1994 | 8-10-2000 | 8-10-2000 | 8-10-2006 | 8-10-2006 | 14-10-2012 | 14-10-2012 | 14-10-2018 | 14-10-2018 | 13-10-2024 | 13-10-2024 |
| Stemmen / Zetels     | Stemmen / Zetels                             | %          | 19         | %          | 19         | %         | 19        | %         | 21        | %         | 21        | %         | 23        | %          | 23         | %          | 23         | %          | 23         |
| -------------------- | -------------------------------------------- | ---------- | ---------- | ---------- | ---------- | --------- | --------- | --------- | --------- | --------- | --------- | --------- | --------- | ---------- | ---------- | ---------- | ---------- | ---------- | ---------- |
|                      | UCPA / PRL-PSCB / U.C.1 / LB2                | 51,52A     | 11         | 47,81B     | 10         | 47,631    | 10        | 52,921    | 13        | 57,751    | 14        | 56,81     | 15        | 64,191     | 16         | 57,711     | 14         | 60,932     | 15         |
|                      | UCPA / PRL-PSCB / PSC1 / Psc+2 / cdH3 / J'MC | 51,52A     | 11         | 47,81B     | 10         | 12,51     | 2         | 14,752    | 3         | 12,042    | 2         | 12,543    | 2         | 23,77C     | 5          | 23,23C     | 5          | 26,26C     | 6          |
|                      | PS1 / J'MC                                   | 42,61      | 8          | 39,21      | 8          | 33,331    | 7         | 25,341    | 5         | 18,921    | 4         | 19,991    | 4         | 23,77C     | 5          | 23,23C     | 5          | 26,26C     | 6          |
|                      | Ecolo1/ Ecolo+2                              | -          |            | -          |            | -         |           | 5,161     | 0         | 9,691     | 1         | 10,671    | 2         | 12,041     | 2          | 19,061     | 4          | 12,812     | 2          |
|                      | DIC                                          | -          |            | 10,44      | 1          | 6,55      | 0         | -         |           | -         |           | -         |           | -          |            | -          |            | -          |            |
| Anderen(*)           | Anderen(*)                                   | 5,88       | 0          | 2,55       | 0          | -         |           | 1,83      | 0         | 1,6       | 0         | -         |           | -          |            | -          |            | -          |            |
| Totaal stemmen       | Totaal stemmen                               | 6397       | 6397       | 6724       | 6724       | 6919      | 6919      | 7498      | 7498      | 7778      | 7778      | 8796      | 8796      | 9206       | 9206       | 9521       | 9521       | 9687       | 9687       |
| Opkomst %            | Opkomst %                                    |            |            |            |            | 95,72     | 95,72     | 94,13     | 94,13     | 92,04     | 92,04     | 94,37     | 94,37     | 90,59      | 90,59      | 90,46      | 90,46      | 87,50      | 87,50      |
| Blanco en ongeldig % | Blanco en ongeldig %                         | 2,24       | 2,24       | 3,44       | 3,44       | 3,08      | 3,08      | 3,88      | 3,88      | 5,39      | 5,39      | 5,25      | 5,25      | 6,46       | 6,46       | 7,14       | 7,14       | 7,68       | 7,68       |

(*) 1976: NC (4,73%), PCB (1,15%) / 1982: AC (2%), UDRT (0,55%) / 1994: SUD (1,21%), IDEAL (0,62%) / 2000: VIVANT (1,6%)
De meerderheid wordt vet aangegeven. De grootste partij is in kleur.

## Geboren
- Marc Wilmots, voetballer
- Hedy Scott, playboymodel

## Foto's

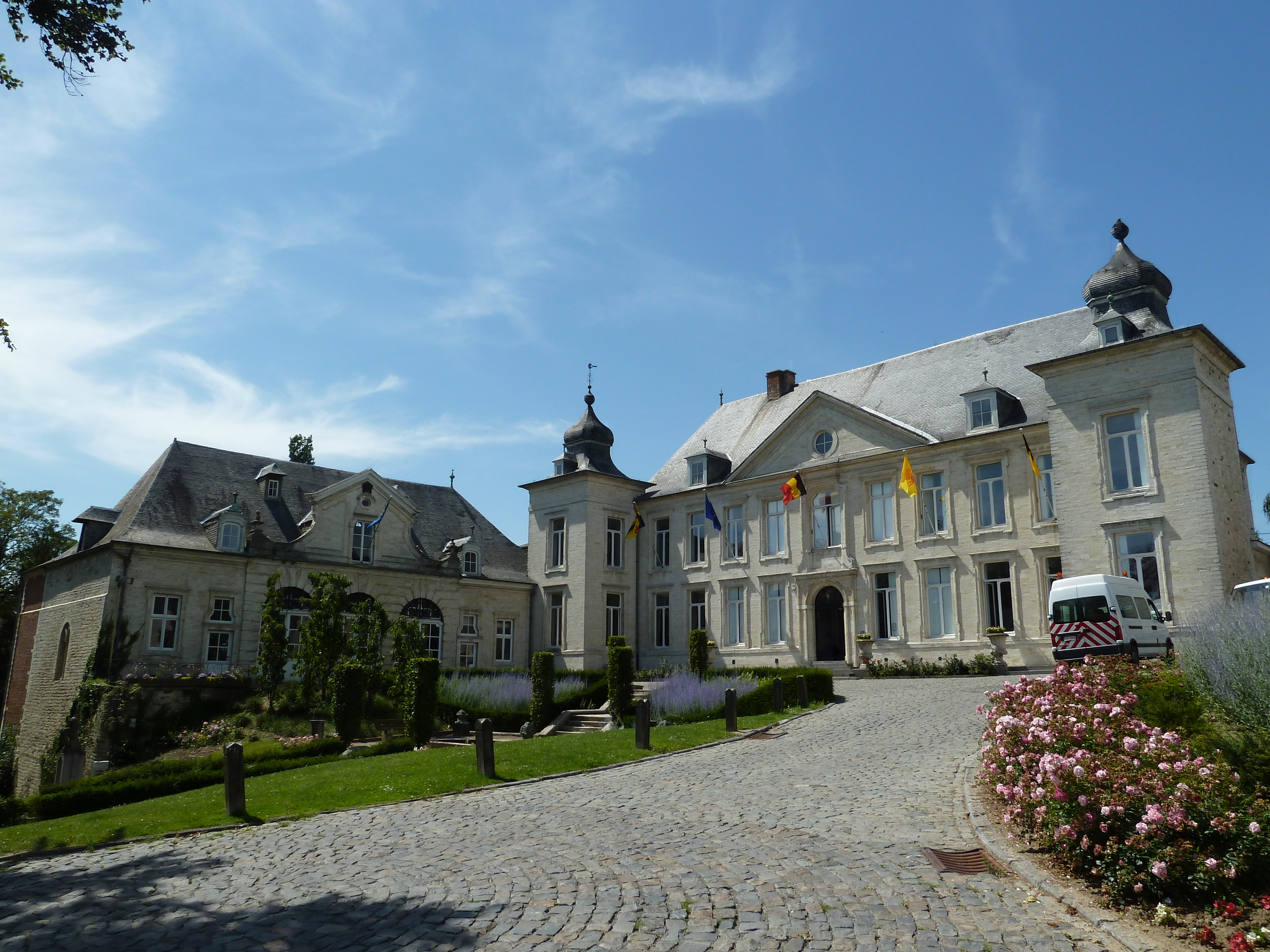
Het kasteel Pastur
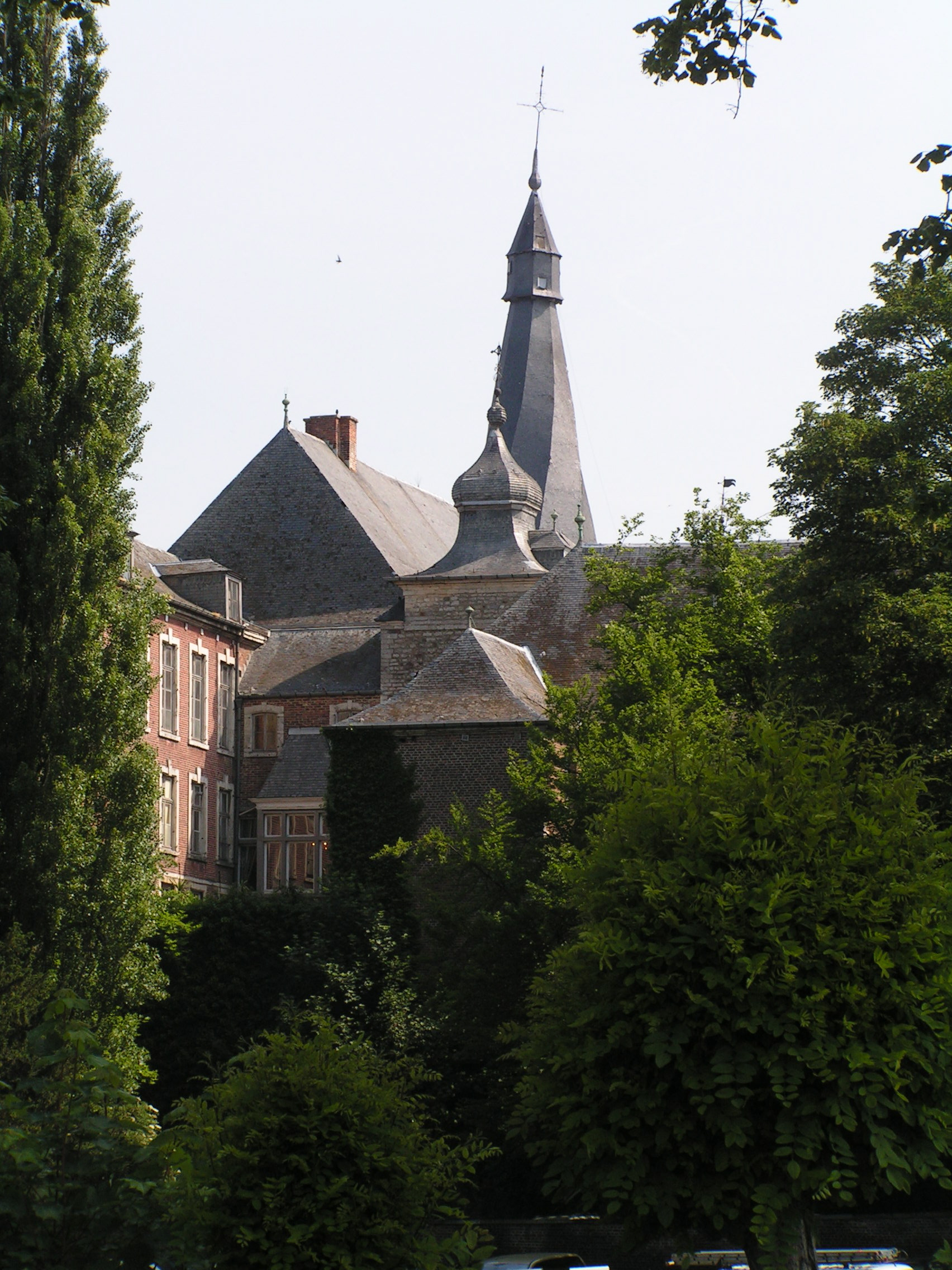
Het kasteel Pastur en de O.L.V.-kerk
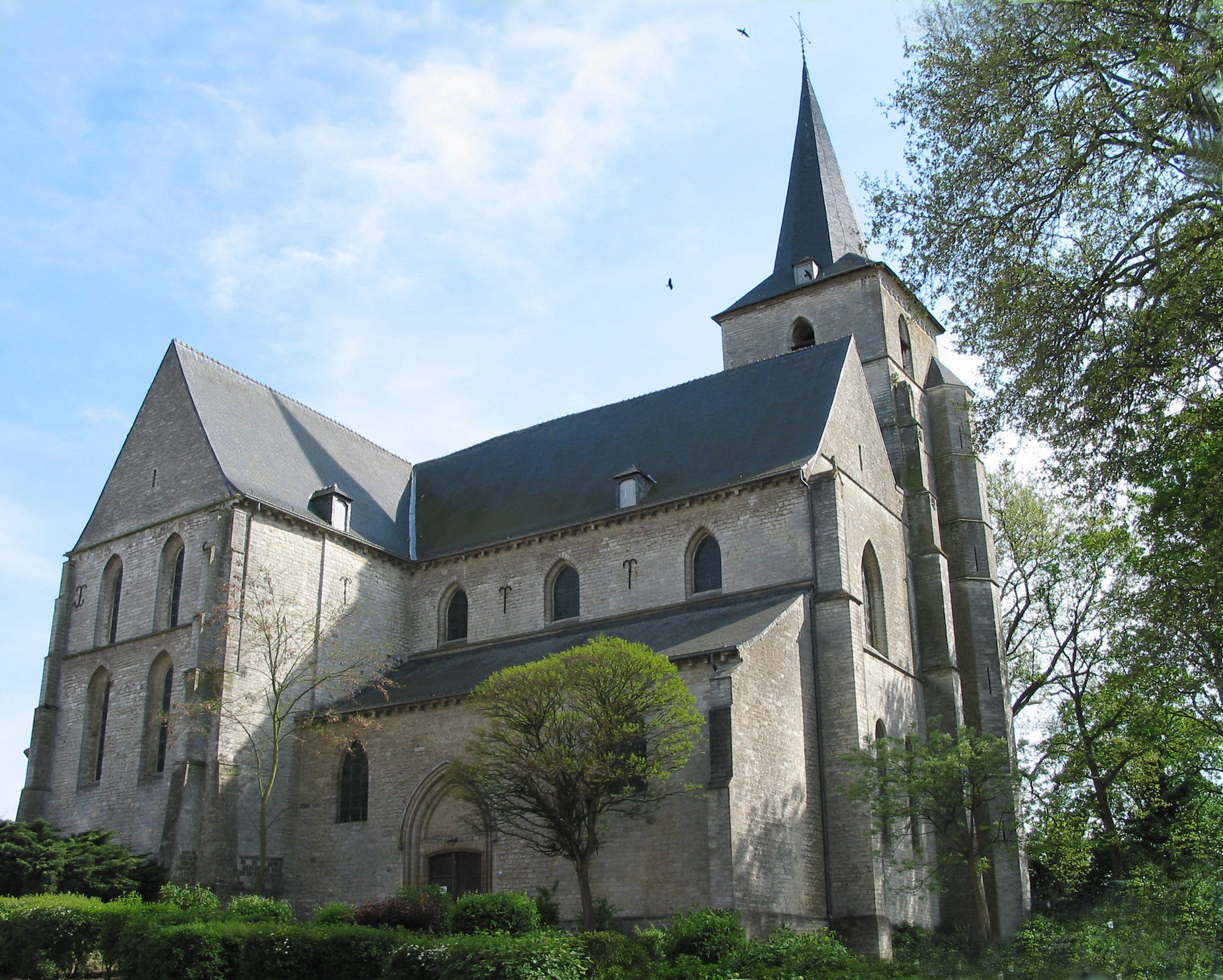
De St-Médardkerk
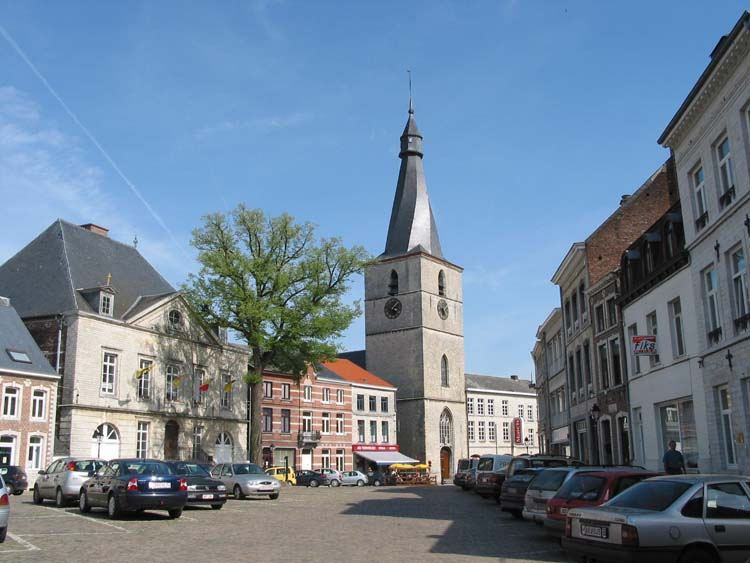
De O.L.V.-kapel en het marktplein met gedraaide torenspits
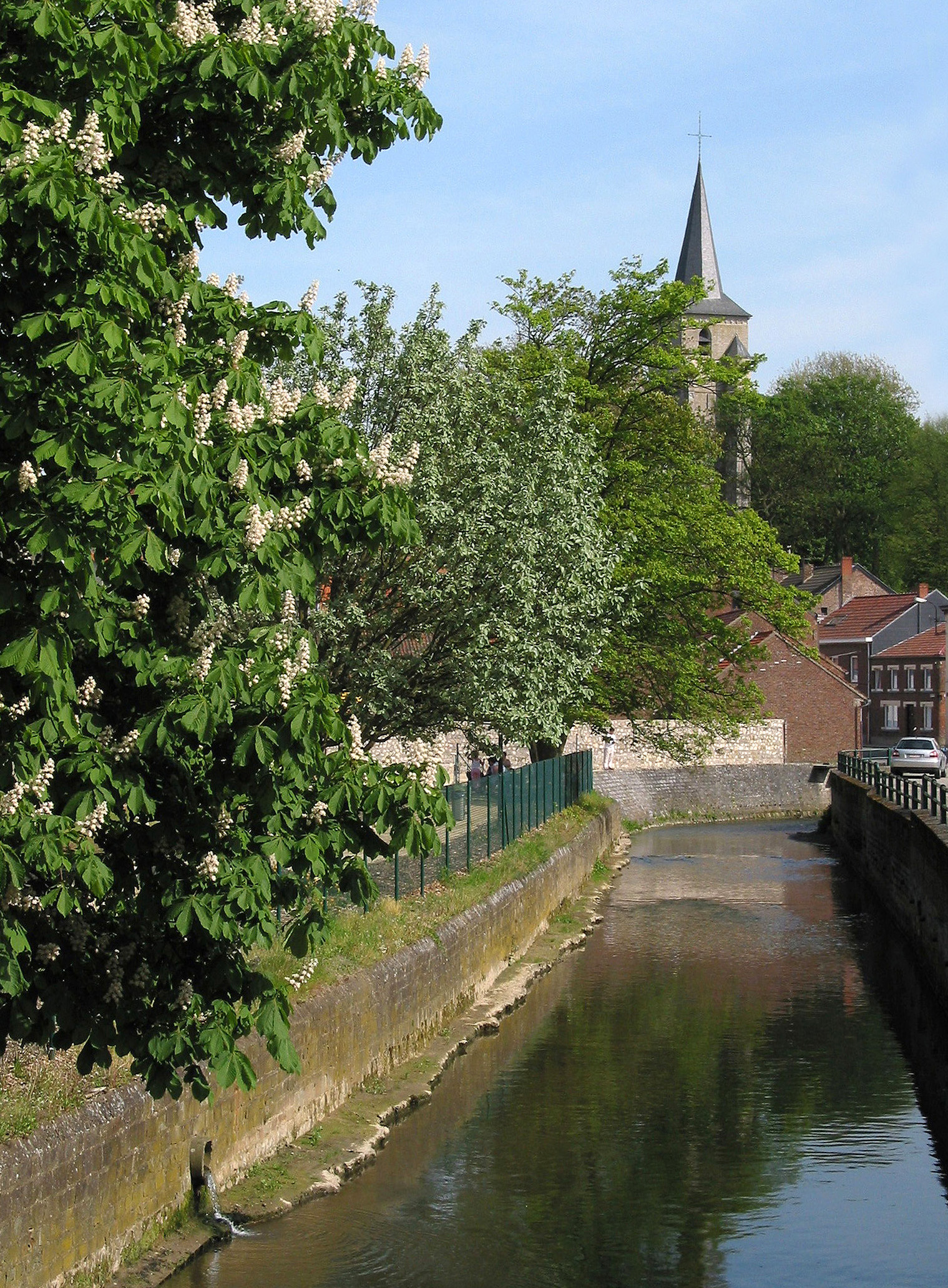
De Grote Gete
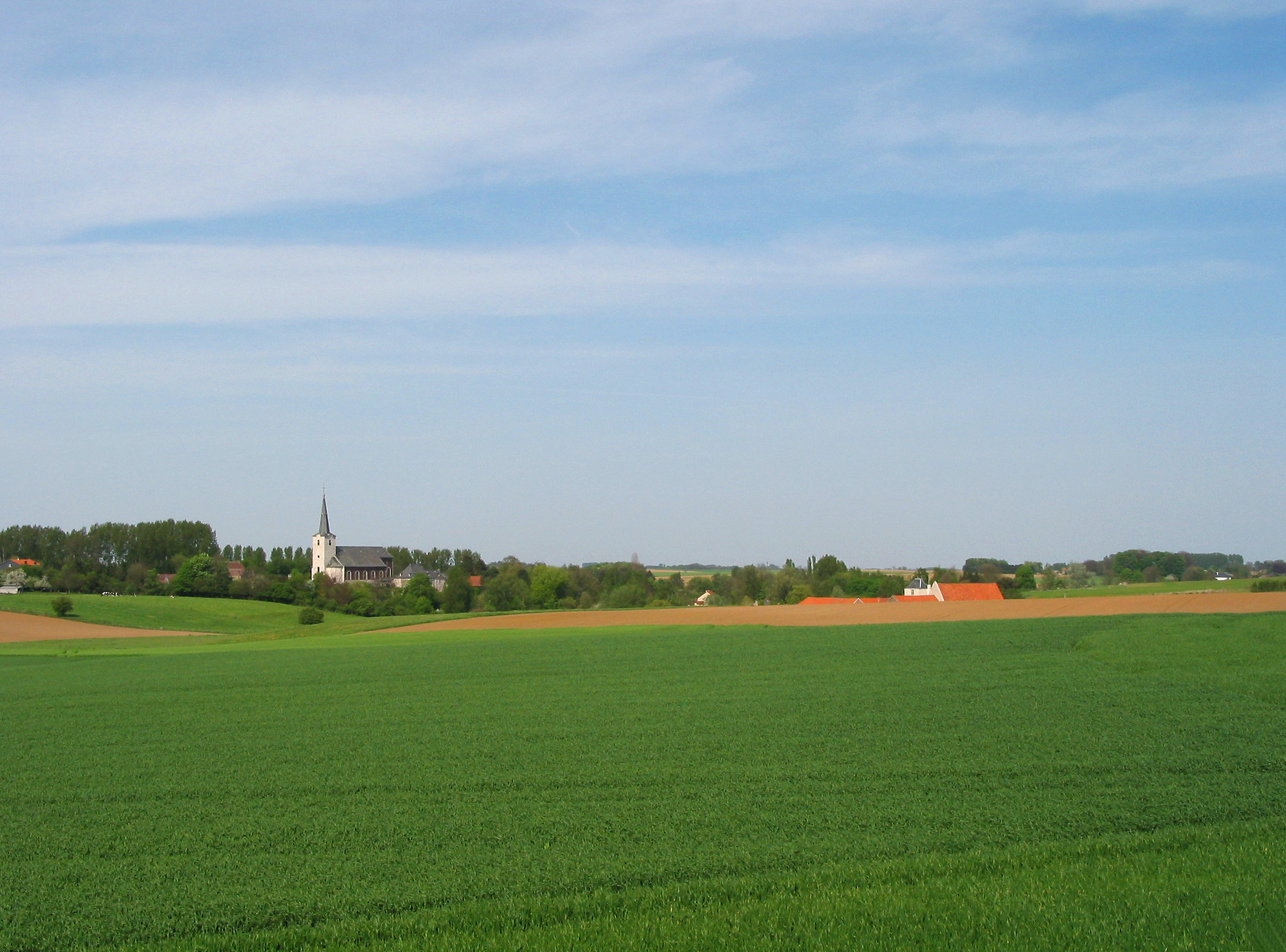
Het dorp Mélin

## Partnersteden
- Damme
- Saint-Pierre-sur-Dives
- Coulanges-la-Vineuse
- Rotuvo
- Belogradtsjik
- Łeba

## Nabijgelegen kernen
Lathuy, Jodoigne-Souveraine, Jauchelette, Huppaye, Molembais-Saint-Pierre, Piétrain, Saint-Jean-Geest, Sainte-Marie-Geest, Saint-Remy-Geest